# Associazione Calcio Monza Brianza 1912 2009-2010
L'Associazione Calcio Monza Brianza 1912 nella stagione 2009-2010 partecipa al Campionato di Lega Pro Prima Divisione girone A.

## Stagione
Nella stagione 2009-2010 il Monza allenato da Roberto Cevoli disputa il girone A del nuovo campionato di Lega Pro di Prima Divisione, raccoglie 41 punti con il decimo posto. Disputa un campionato molto regolare, orientato verso la medio bassa classifica, raccogliendo 20 punti nel girone di andata e 21 nel ritorno. La certezza della salvezza arriva ancora una volta solo alla penultima giornata, con la vittoria (2-0) ottenuta sulla Pro Patria. Salgono in Serie A il Novara che vince il torneo, ed il Varese che vince i Play-off. Il capitano dei brianzoli, il centrocampista ligure Vincenzo Iacopino risulta il miglior marcatore stagionale monzese con 10 centri, insieme al senegalese Amadou Samb. Nella Coppa Italia di Lega Pro il Monza disputa il girone A di qualificazione, si piazza al secondo posto alle spalle del Canavese, superando il turno, grazie alla miglior differenza reti rispetto alla Valenzana. Poi nel secondo turno ad eliminazione diretta, il Monza viene eliminato, perdendo (4-2) contro la Reggiana.

## Organigramma societario
Area direttiva
- Presidente: Stefano Salaroli
- Amministratore delegato: Massimiliano Rossi
- Direttore sportivo: Vincenzo Tridico
- Segretario: Dino Oggioni

Area tecnica
- Allenatore: Roberto Cevoli
- Vice allenatore: Leoandro Vassella
- Preparatore atletico: Ruben Scotti
- Medici sociali: dott. Claudio Locatelli e dott. Alvaro Porta

## Rosa
| N. |                        | Ruolo | Calciatore           |
| -- | ---------------------- | ----- | -------------------- |
|    | Paesi Bassi (bandiera) | P     | Sander Westerveld    |
|    | Italia (bandiera)      | P     | Marco Marcandalli    |
|    | Italia (bandiera)      | P     | Mattia Maggioni      |
|    | Italia (bandiera)      | D     | Mirko Cudini         |
|    | Italia (bandiera)      | D     | Nicolò Scaccabarozzi |
|    | Gambia (bandiera)      | D     | Simon Barjie         |
|    | Italia (bandiera)      | D     | Maximiliano Uggè     |
|    | Italia (bandiera)      | D     | Dennis Esposito      |
|    | Italia (bandiera)      | D     | Luca Fiuzzi          |
|    | Italia (bandiera)      | D     | Alessandro Tuia      |
|    | Italia (bandiera)      | C     | Marco Anghileri      |
|    | Paesi Bassi (bandiera) | C     | Chedric Seedorf      |
|    | Italia (bandiera)      | C     | Moreno Zebi          |
|    | Italia (bandiera)      | C     | Manuel Ricci         |
|    | Francia (bandiera)     | C     | Houssem Chemali      |

| N. |                         | Ruolo | Calciatore           |
| -- | ----------------------- | ----- | -------------------- |
|    | Paesi Bassi (bandiera)  | C     | Stefano Seedorf      |
|    | Italia (bandiera)       | C     | Alessio Bugno        |
|    | RD del Congo (bandiera) | C     | Christopher Oualembo |
|    | Italia (bandiera)       | C     | Vincenzo Iacopino    |
|    | Italia (bandiera)       | C     | Nicolò Ravasi        |
|    | Italia (bandiera)       | C     | Mirko Eramo          |
|    | Italia (bandiera)       | C     | Paolo Campinoti      |
|    | Italia (bandiera)       | C     | Daniele Prato        |
|    | Italia (bandiera)       | A     | Andrea Alberti       |
|    | Italia (bandiera)       | A     | Alessandro Mosca     |
|    | Senegal (bandiera)      | A     | Amadou Samb          |
|    | Ghana (bandiera)        | A     | Giovanni Kyeremateng |
|    | Italia (bandiera)       | A     | Nello Russo          |
|    | Italia (bandiera)       | A     | Carlo Ferrario       |
|    | Italia (bandiera)       | A     | Alessio Viola        |

## Risultati

### Lega Pro Prima Divisione

#### Girone di andata
| Arbitro: | D'Alesio (Forlì) |

|  |           |               |
|  | Marcatori | 65’ Cozzolino |

| Arbitro: | Coccia (San Benedetto del Tronto) |

|                 |           |  |
| V. Chianese 23’ | Marcatori |  |

| Arbitro: | Cervellera (Taranto) |

|          |           |                |
| Samb 22’ | Marcatori | 90+4’ Cattaneo |

| Arbitro: | Ruini (Reggio Emilia) |

|              |           |              |
| Gonzalez 88’ | Marcatori | 51’ Iacopino |

| Arbitro: | Bellutti (Trento) |

|              |           |  |
| Iacopino 25’ | Marcatori |  |

| Arbitro: | Peretti (Verona) |

|                           |           |          |
| Stamilla 13’ Ercolano 79’ | Marcatori | 49’ Samb |

| Arbitro: | Ferraioli |

|                                  |           |             |
| Iacopino 44’ (rig.) Oualembo 51’ | Marcatori | 67’ Cavagna |

| Arbitro: | Pasqua (Tivoli) |

|  |           |                   |
|  | Marcatori | 20’ (aut.) Cudini |

| Arbitro: | Soricaro (Barletta) |

|               |           |                                   |
| Lo Monaco 87’ | Marcatori | 14’ Campinoti 32’ (rig.) Iacopino |

| Arbitro: | Merchiori (Ferrara) |

|                                          |           |  |
| Eramo 33’ Samb 45+2’ Iacopino 65’ (rig.) | Marcatori |  |

| Lecco 1º novembre 2009 11ª giornata | Lecco              | 0 – 0 | Monza | Stadio Rigamonti-Ceppi\| Arbitro: \| Ceccarelli (Terni) \| |
| Arbitro:                            | Ceccarelli (Terni) |       |       |                                                            |

| Arbitro: | Mariani (Aprilia) |

|  |           |                                 |
|  | Marcatori | 78’ (aut.) Barjie 90+3’ Tortori |

| Arbitro: | Di Paolo (Avezzano) |

|                                    |           |  |
| Pintori 15’ Emerson 26’ Lauria 52’ | Marcatori |  |

| Arbitro: | Tidona (Torino) |

|                        |           |             |
| Uliano 57’ Le Noci 62’ | Marcatori | 5’ Iacopino |

| Arbitro: | Donati (Ravenna) |

|                                 |           |           |
| Eramo 88’ Cudini 90’ Samb 90+3’ | Marcatori | 3’ Pisano |

| Busto Arsizio 6 dicembre 2009 16ª giornata | Pro Patria        | 0 – 0 | Monza | Stadio Carlo Speroni\| Arbitro: \| Benassi (Bologna) \| |
| Arbitro:                                   | Benassi (Bologna) |       |       |                                                         |

| Arbitro: | Aloisi (Avezzano) |

|                           |           |                   |
| S. Seedorf 12’ Ravasi 72’ | Marcatori | 43’, 87’ Fanucchi |

#### Girone di ritorno
| Arbitro: | Affinito (Frattamaggiore) |

|                     |           |                |
| Cozzolino 4’ (rig.) | Marcatori | 90+8’ Iacopino |

| Arbitro: | Zonno (Bari) |

|                      |           |                                                                            |
| Miglietta 50’ (aut.) | Marcatori | 15’, 37’ Croce 17’ Venitucci 64’ R. Maniero 67’ (rig.) Chianese 81’ Essabr |

| Arbitro: | Mangialardi (Pistoia) |

|                                        |           |  |
| Clemente 71’ Bueno 86’ L. Castaldo 88’ | Marcatori |  |

| Arbitro: | Corletto (Castelfranco Veneto) |

|          |           |             |
| Samb 26’ | Marcatori | 20’ Bertani |

| Viareggio 31 gennaio 2010 22ª giornata | Viareggio               | 0 – 0 | Monza | Stadio dei Pini\| Arbitro: \| Vallesi (Ascoli Piceno) \| |
| Arbitro:                               | Vallesi (Ascoli Piceno) |       |       |                                                          |

| Monza 7 febbraio 2010 23ª giornata | Monza           | 0 – 0 | Perugia | Stadio Brianteo\| Arbitro: \| Ros (Pordenone) \| |
| Arbitro:                           | Ros (Pordenone) |       |         |                                                  |

| Arbitro: | Trentalange (Nichelino) |

|            |           |              |
| Turchi 27’ | Marcatori | 30’ Iacopino |

| Arbitro: | Terzo (Palermo) |

|              |           |               |
| Artico 90+3’ | Marcatori | 72’, 87’ Samb |

| Arbitro: | Di Bello (Brindisi) |

|                            |           |                                          |
| Samb 1’ A. Viola 6’, 90+5’ | Marcatori | 48’, 84’ Paulinho 55’ Carlini 87’ Coresi |

| Arbitro: | Gambini (Roma) |

|            |           |              |
| Musetti 2’ | Marcatori | 58’ A. Viola |

| Arbitro: | Fabbri (Ravenna) |

|                           |           |                |
| Iacopino 14’ N. Russo 18’ | Marcatori | 63’ Villagatti |

| Arbitro: | Irrati (Pistoia) |

|              |           |           |
| Ingrosso 26’ | Marcatori | 20’ Prato |

| Arbitro: | Cafari Panico (Cassino) |

|                             |           |              |
| Eramo 20’ Nicola 53’ (aut.) | Marcatori | 2’ Galabinov |

| Arbitro: | De Faveri (San Donà di Piave) |

|                     |           |               |
| Iacopino 10’ (rig.) | Marcatori | 89’ Blanchard |

| Arbitro: | Intagliata (Siracusa) |

|                         |           |                        |
| Carrozza 3’ Zecchin 61’ | Marcatori | 20’ A. Viola 69’ Eramo |

| Arbitro: | Barbeno (Brescia) |

|               |           |  |
| Samb 50’, 85’ | Marcatori |  |

| Arbitro: | Pairetto (Nichelino) |

|                            |           |  |
| Villafane 43’ Fanucchi 61’ | Marcatori |  |

### Coppa Italia

#### Girone A
| Arbitro: | Borriello (Mantova) |

|                             |           |  |
| S. Seedorf 25’ Iacopino 29’ | Marcatori |  |

| Arbitro: | Trentalange (Nichelino) |

|  |           |                                          |
|  | Marcatori | 20’, 26’ (rig.) Iacopino 23’ Kyeremateng |

| 16 agosto 2009 3ª giornata |  | – Turno di riposo Monza |  |  |

| Vercelli 19 agosto 2009 4ª giornata | Pro Belvedere  | 0 – 0 | Monza | Stadio Silvio Piola\| Arbitro: \| Zeoli (Napoli) \| |
| Arbitro:                            | Zeoli (Napoli) |       |       |                                                     |

| Arbitro: | Zanichelli (Genova) |

|                                            |           |  |
| M. Perrone 14’ Ottonello 65’ Santoni 90+2’ | Marcatori |  |

### Secondo turno
| Arbitro: | Borriello (Mantova) |

|                                          |           |                         |
| Morelli 30’ Viapiana 40’ Ingari 52’, 89’ | Marcatori | 19’ Ravasi 61’ Iacopino |